# 245 (nombre)
Cet article concerne le nombre 245. Pour les années, voir 245 et 245 av. J.-C..
Le nombre 245 (deux cent quarante-cinq) est l'entier naturel qui suit 244 et qui précède 246.

## En mathématiques
Deux cent quarante-cinq est un nombre 26-gonal.

## Dans d'autres domaines
Deux cent quarante-cinq est le nombre requis, dans le format MARC, pour identifier le titre d'un ouvrage du catalogue d'une bibliothèque.
245 est une collection de champagne Louis Roederer (245ème assemblage depuis la création de la Maison en 1776).